# Дакэн-Дабан
Дакэ́н-Даба́н (хребе́т Ри́ттера) — горный хребет в Китае, в западной части системы Наньшань. Расположен между хребтом Улан-Дабан на северо-востоке и Тэргун-Дабан на юго-западе.
Протяжённость хребта составляет около 200 км. Высота — до 5926 м. Хребет сложен кристаллическими сланцами, песчаниками, филлитами. Слабо расчленён. Крутые, короткие склоны резко переходят у подножия в галечно-щебнистые наклонные подгорные равнины. В центральной части покрыт ледниками.
До высоты 3000 м преобладают полукустарничковые солянковые пустыни, до 3300—3500 м — высокогорные сухие мелко дерновинные степи. От 3300 до 3800 м — местами субальпийские луга. Выше 3800 м — высокогорные щебнисто-каменистые пустыни с редкими подушкообразными растениями.
Первым из европейцев хребет в 1879 году исследовал русский путешественник Николай Пржевальский, который назвал его в честь немецкого географа Карла Риттера.